# Anna Jurásková
Anna Jurásková (též Andula, rozená Kavánová; 22. srpna 1924 Zvolen – 16. srpna 2017 Praha) byla česká scenáristka a dramaturgyně.
Podílela se na tvorbě mnoha televizních a rozhlasových pohádek, seriálů a inscenací. Splnila si tím dětské plány: „Byla jsem úplně malá, když rodiče koupili rádio, byla jsem zcela unesená, jak se mi to líbilo. Potom jsem si moc přála, aby se mé sluchové představy hýbaly jako ve filmu – snad to jednou také bude, přála jsem si. A můj sen se opravdu splnil. Dnes skoro v každé domácnosti je kouzelná bednička s oknem do světa.“ Stala se například spoluautorkou postav Jů a Hele, což potvrdila jako těžký porod v pořadu Barvy života moderátorce Kamile Moučkové a potvrdil to ve své vzpomínce i dramaturg a scenárista Jiří Chalupa.
Pocházela z jilemnického rodu Kavánů, proto ji kupříkladu její žačka Božena Šimková považovala oprávněně za krajanku a mylně i za rodačku z Jilemnice.

## Práce pro televizi
V letech 1951–1981 pracovala jako dramaturgyně v Československé televizi, poté s ní spolupracovala externě. Tvořila vlastní inscenace (Bába Futeř, Fanynka a Florijánek, O štěstí z klárinetu) či adaptace pohádek (Pohádka o mokrosuchém štěstí od Jana Drdy, Čarovná rybí kostička od Charlese Dickense či Perníkový dědek od Josefa Lady). Podílela se na inscenacích loutkových příběhů (např. Karafiátovy Broučci) i těch kreslených Šimon a Penelopka (Gerald Durrell), Maková panenka a O loupežníku Rumcajsovi (Václav Čtvrtek). Společně s Vlastimilem Harapesem napsala libreto k baletu Broučci.
V listopadu 2010 převzala cenu za mimořádný scenáristický přínos České televizi.

## Práce pro rozhlas

### Rozhlasové pohádky
- 1975 Flórijánkovo štěstí, hudba Pavel Jurkovič, dramaturgie Eva Košlerová, režie Jan Berger, hráli: Bořivoj Navrátil, Miroslav Masopust, Miroslava Hozová, Zdeněk Kryzánek, Martin Růžek, Jan Faltýnek a František Pokorný. Pohádka využívá Podkrkonošské nářečí a příjmení z Vysočtě, tedy okolí podkrkonošského města Vysokého nad Jizerou, tedy v případě titulní postavy Flórijána Ďoubalíka, či krále Bartoníčka III.,[15] kdy příjmení Ďoubalík se dosud nejhojněji vyskytuje na Semilsku.[16]
- 2009 Z notesu svatého Petra. Napsala Anna Jurásková podle knihy Jarmily Haškové. Režie Jaroslav Koder. Účinkují: Josef Somr a další herci. Premiéru pohádky Z notesu svatého Petra měl uvésti Český rozhlas 2 Praha v pondělí 13. dubna po 13. hodině.[17]

### Rozhlasová dramaturgie
- 2010 Rudolf Těsnohlídek: Dobrodružství lišky Bystroušky. Dramatizace Anna Jurásková. Texty písní Jiří Chalupa.[18] Hudba Vlastimil Redl. Dramaturgie Václava Ledvinková. Režie Jaroslav Kodeš. Účinkují: Lucie Pernetová, Václav Vydra, Taťjana Medvecká, Jiří Köhler, Stanislav Zindulka, Radek Holub, Jiří Maršál, Marek Eben, Jiří Lábus, Jaroslav Vlach, Jitka Smutná, Jana Drbohlavová, Tomáš Racek, Denisa Nová, Anna Suchánková, Nikola Bartošová, Dana Reichová, Valerie Rosa Hetzendorfová, Justýna Anna Šmuclerová, Josef Tuček, Vladimír Fišer, Antonín Tuček a Dorota Tučková.